# Tolmo de Minateda

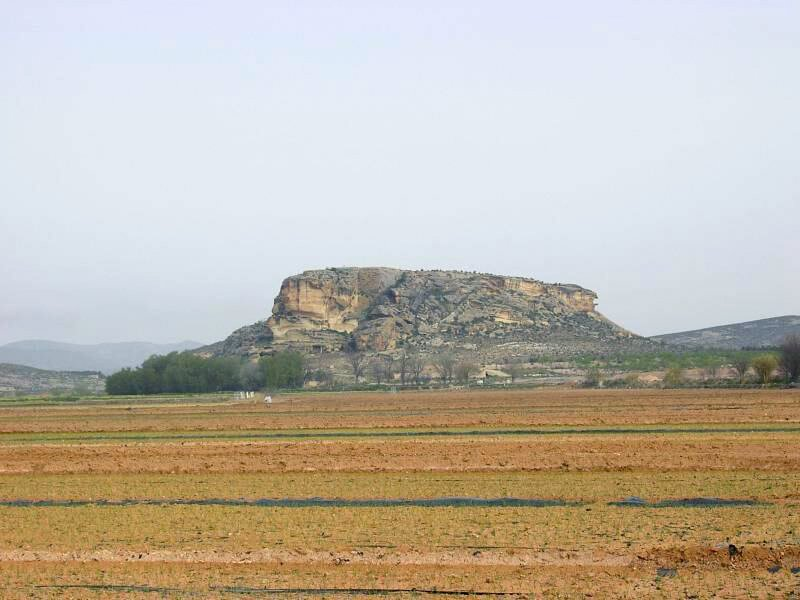
El Tolmo de Minateda visto desde el este.

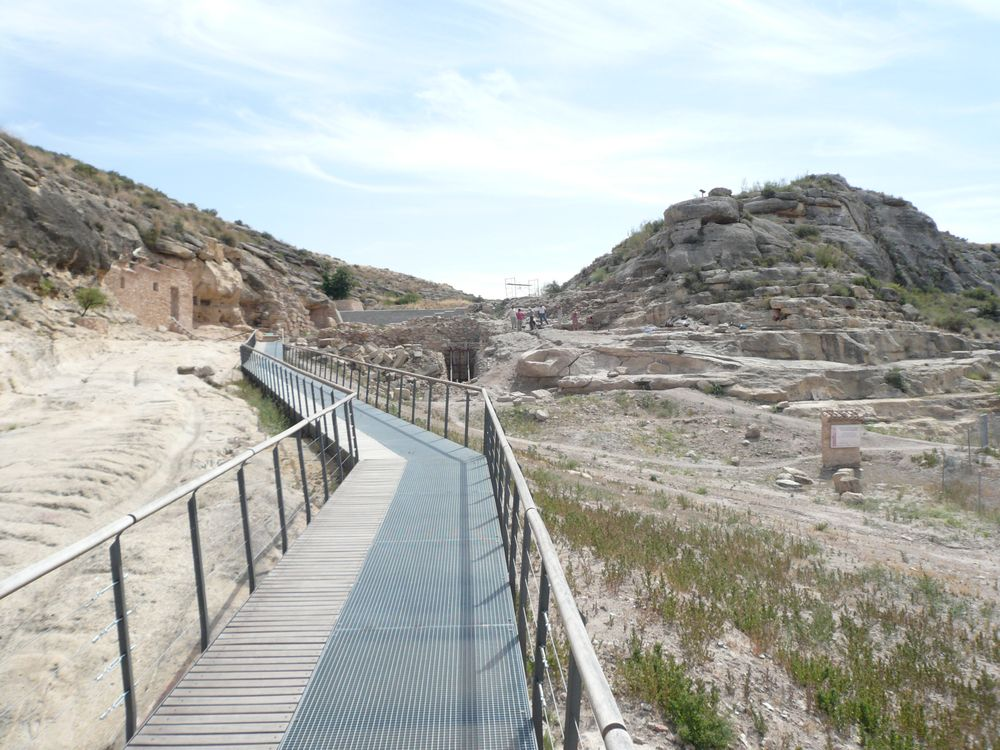
Acceso al yacimiento.

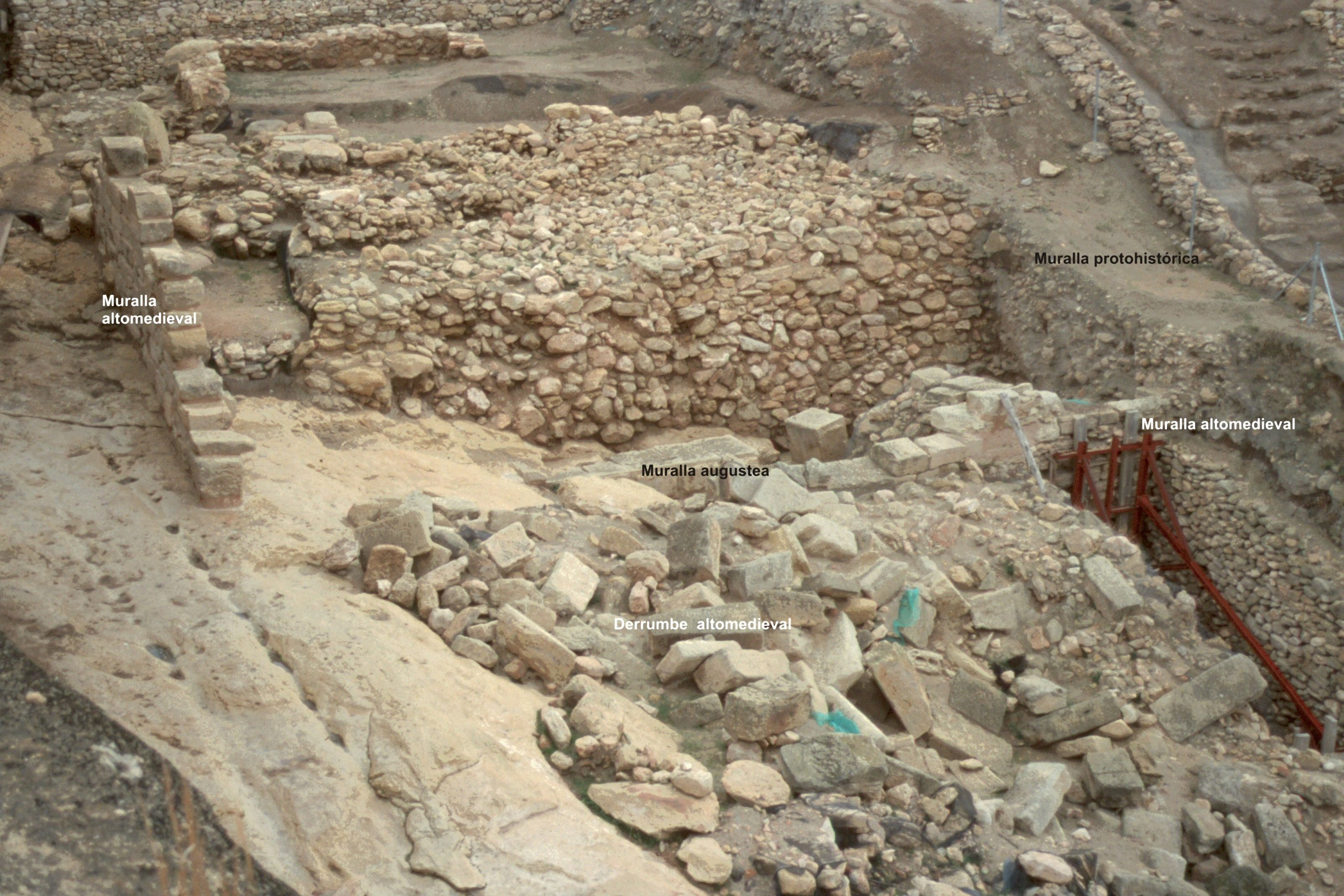
Estructuras defensivas.

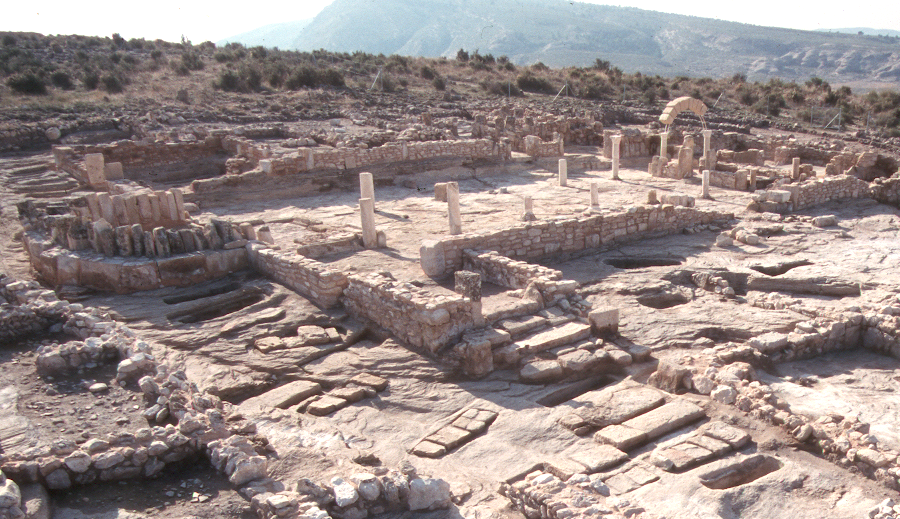
Antigua basílica en el Tolmo de Minateda.

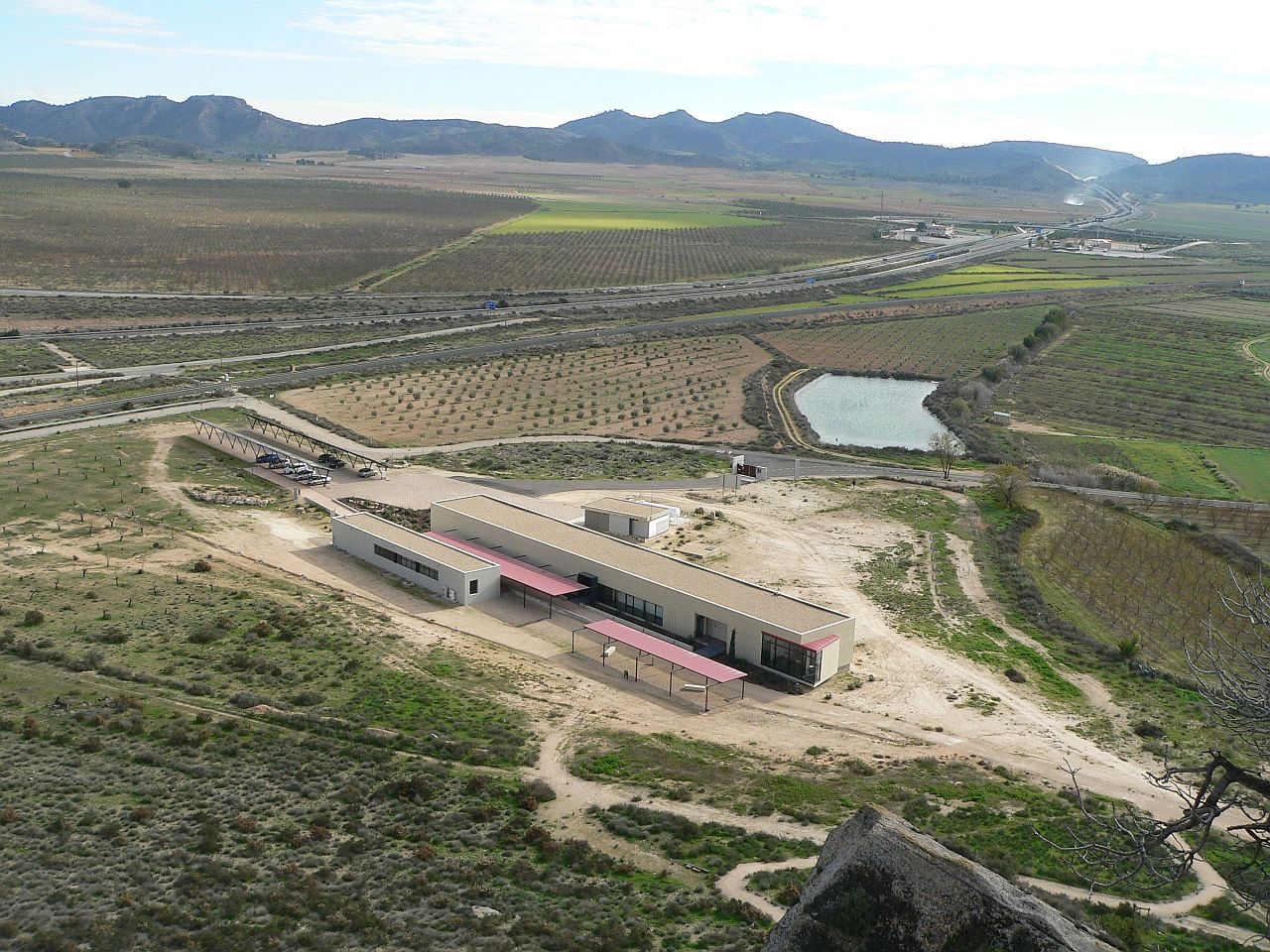
Centro de Interpretación del Tolmo de Minateda.

El Tolmo de Minateda es un yacimiento arqueológico ubicado en Hellín (Albacete, España) excavado desde el año 1988 por un equipo conjunto de la Universidad de Alicante y el Museo Arqueológico de Albacete, dirigido por Lorenzo Abad Casal, Sonia Gutiérrez, Blanca Gamo y Pablo Cánovas, con financiación y autorización de la Junta de Comunidades de Castilla-La Mancha.
El Tolmo es una planicie de aproximadamente 7 hectáreas, que se levanta en un estratégico cruce de caminos entre la zona meridional de la Meseta Central y la costa sureste del mar Mediterráneo; esta ruta seguía la vía romana Complutum-Carthago Nova (Toletum-Carthago Spartaria en época medieval). 
Un ramal de este camino pasa por la vaguada que conduce al Tolmo, conocida con el nombre de El Reguerón y que presenta profundos surcos labrados por las ruedas de los carros, ya que durante milenios constituyó el único camino de acceso al cerro. Su posición estratégica del Tolmo permitió que fuera habitado ininterrumpidamente durante más de 3.000 años, desde la Edad del Bronce hasta la ocupación islámica.

## Historia
Su eclosión llegó con íberos y romanos. En el año 9 a. C., la ciudad alcanzó rango de municipio, probablemente con el nombre de Ilunum. Sin embargo, a partir de mediados del siglo II declinó poco a poco en beneficio de las villas del valle. La actual Minateda no se recuperó hasta el siglo VI, durante el intento de Justiniano de restaurar el Imperio romano de Occidente.
Tras el restablecimiento del control visigodo, surgió aquí una sede episcopal con el nombre de Eio, cuyos obispos firmaban en las actas conciliares como ilicitanae, qui et eiotanae; esta alusión a Ilici (La Alcudia, Elche) supondría algún tipo de dependencia del entonces poderoso obispo de esta ciudad.
Tras la llegada de los musulmanes, la ciudad fue una de las que se incluyeron en el pacto firmado en el año 713 entre el comes o dux Teodomiro y el conquistador Abd al-Aziz ibn Musa. Mantuvo su existencia durante casi doscientos años, aunque la iglesia debió perder pronto su carácter religioso. Su lugar lo ocupó un barrio islámico, hasta que a finales del siglo IX la ciudad fue destruida por el emir Abderramán II, y abandonada de manera definitiva en favor de Murcia. Desde el período islámico el lugar se conoció como Madīnat Iyyuh (adaptación árabe de Eio), nombre del que procede la Minateda actual; además del nombre de la actual Hellín, por un fenómeno de traslado toponímico con paralelos en el resto de la península.
La importancia del cerro en la Antigüedad empezó a vislumbrarse en el siglo XIX, pero no ha sido hasta las últimas tres décadas cuando la excavación de sus ruinas se ha intensificado.

## Intervenciones arqueológicas
A la entrada del yacimiento las excavaciones han puesto al descubierto tres estructuras defensivas. La más antigua es de los siglos II-I a. C., de forma ataludada y construida con mampostería, aunque en su interior existen vestigios que se remontan a la Edad del Bronce. En época augustea se le revistió de un muro de sillería para conmemorar la concesión a la ciudad del estatuto municipal, seguramente con el nombre de Ilunum. Algunos sillares con inscripción monumental nos han permitido conocer que esta obra se hizo en la segunda mitad del año 9 a. C., bajo los auspicios del emperador Augusto y la intervención más o menos directa de Lucio Domicio Enobarbo, gobernador de la provincia.
En el siglo VI, los restos de ese muro se utilizaron en la construcción de un baluarte adelantado en forma de L, con puerta abovedada flanqueada por dos torres. Debió arruinarse pronto, quizás a causa de un movimiento sísmico. Su ángulo septentrional se desmoronó sobre el camino, inutilizándolo. 

En la parte alta del yacimiento se ha excavado un complejo religioso y palacial de época visigoda. El edificio principal es una basílica de tres naves separadas por columnas, con ábside en la cabecera y baptisterio también tripartito a sus pies. Adosado a su lado norte, un edificio de grandes dimensiones y estructura monumental parece tener funciones de representación, administración y residencia. Es posible que se trate del palacio de la sede de Elo o Eio, creada entre los años 589 y 610 para administrar la parte de la diócesis de Ilici que permanecía en manos visigodas, puesto que el resto estaba en poder de Bizancio. Alrededor del complejo se extendía un cementerio con numerosas inhumaciones, enterramientos reservados a las élites laicas y religiosas, que buscaban la protección de las reliquias de la iglesia.  

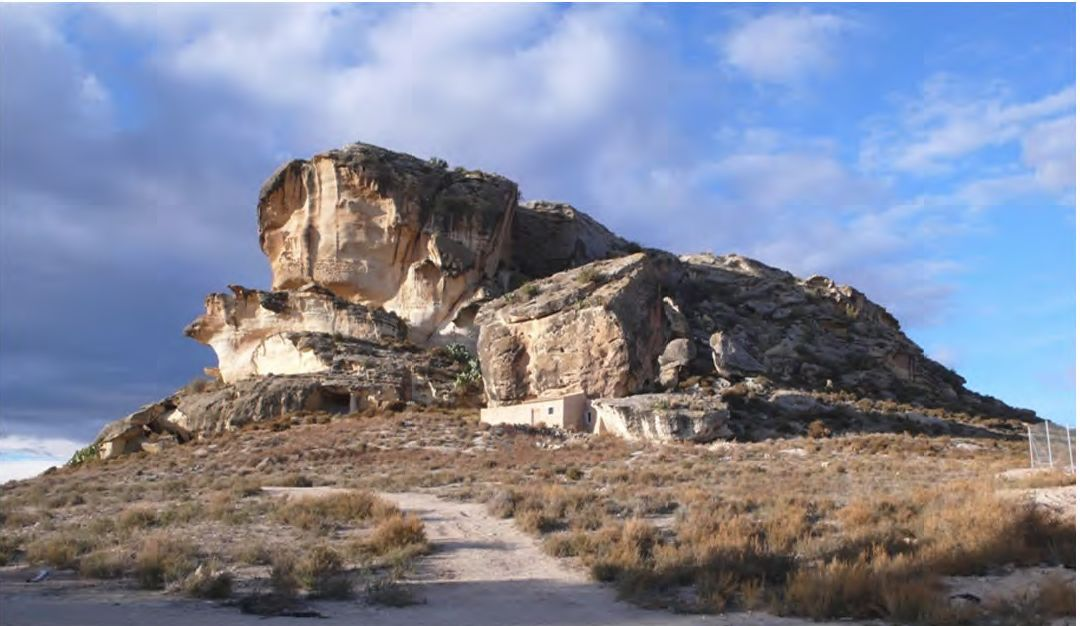
Vista desde el sureste

Al sur del yacimiento se encuentra un recinto cerrado por una larga muralla, probable «castellum» visigodo, que confirma la estratégica ubicación de El Tolmo y su relación con el camino que le dio sentido. 
A finales del siglo XIX, las laderas se fueron poblando de casas semirrupestres que llegaron a conformar una pequeña entidad, hasta su abandono a mediados del siglo XX. Dentro del proyecto de El Tolmo de Minateda se ha iniciado la restauración de las mejor conservadas. 

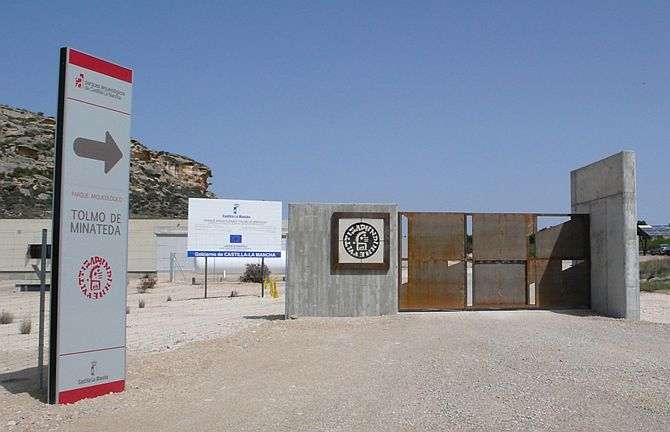
Entrada al Parque Arqueológico

Al norte del cerro son visibles vestigios de monumentos funerarios escalonados de época romana republicana, hechos con sillería o adobe. En su interior se encontraba la urna con las cenizas del difunto, junto con su ajuar. Por encima se documentaban niveles de época imperial, con sepulturas de cremación en urnas depositadas en hoyos abiertos en el suelo. Posteriormente se ubicó en el lugar una necrópolis de inhumación, en uso desde la época tardorromana a la islámica. En el mismo cementerio confluían enterramientos de rito cristiano e islámico, algo raramente atestiguado en otros lugares.

## Parque arqueológico

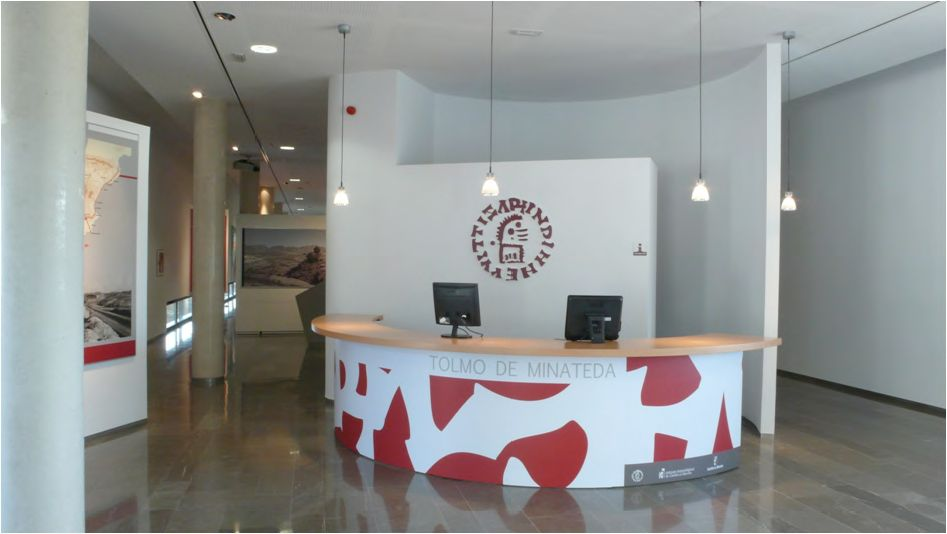
Centro de Interpretación

La Junta de Comunidades de Castilla-La Mancha declaró en su momento El Tolmo de Minateda como uno de sus primeros cinco parques arqueológicos, junto a Segobriga, Alarcos, Carranque y Recopolis. Ello conllevó trabajos de consolidación y mejora de las estructuras, la adecuación de dos circuitos visitables y la construcción de un centro de interpretación. El proyecto se terminó completamente a principios de 2011 y se abrió por fin al público el día 4 de marzo de 2019. 